# Festivalbar 1992 (compilation)
Festivalbar 1992, ufficialmente Festivalbar Azzurro '92, è una compilation di brani musicali famosi nel 1992, pubblicata nell'estate di quell'anno in concomitanza con l'edizione omonima del Festivalbar.
La compilation era divisa in due CD/LP/MC ed era pubblicata dalla BMG su etichetta RCA.

## Festivalbar '92

### Compact Disc 1
1. Luca Carboni - Mare mare
2. Alice - In viaggio sul tuo viso
3. Luca Barbarossa - Senza amore
4. Enrico Ruggeri - La band
5. Matia Bazar - Piccoli giganti
6. Paolo Vallesi - Sempre
7. Roberto Vecchioni - Voglio una donna
8. Edoardo Bennato - Il paese dei balocchi
9. Tazenda - Preghiera semplice
10. Eugenio Finardi - Nell'acqua
11. Anna Oxa - Mezzo angolo di cielo
12. Luciano Ligabue - Libera nos a malo
13. Nino Buonocore - Il mandorlo
14. Scialpi - Sesso o esse

### Compact Disc 2
1. Lisa Stansfield - Change
2. Ten Sharp - You
3. Kim Wilde - Love Is Holy
4. Tony Hadley - Lost in Your Love
5. Scarlett - Coprimi
6. Mr. Big - To Be with You
7. Swing Out Sister - Am I the Same Girl
8. Snap! - Rhythm Is a Dancer (album version)
9. Indecent Obsession - Kiss Me
10. Héroes del Silencio - Entre dos tierras
11. Ufo Piemontesi - Albachiara
12. Üstmamò - Filicudi
13. Statuto - Piera
14. Aeroplanitaliani - Quindici amandoci

## Classifiche

### Festivalbar
| Classifica (1992)                     | Posizione |
| ------------------------------------- | --------- |
| Classifica degli album italiana       | 7         |
| Classifica di fine anno italiana 1992 | 49        |